# Malaysian Hockey Confederation
Malaysian Hockey Confederation is de nationale hockeybond van Maleisië. De bond is opgericht op 15 augustus 1953 en is gezeteld in de hoofdstad Kuala Lumpur. De bond is aangesloten bij de ASHF en de FIH. De bond is verantwoordelijk voor alle veld- en zaalhockeyactiviteiten in Maleisië en rondom de nationale ploegen. De hockeysport in Maleisië is bekender onder de mannen, hoewel ook vrouwen de sport beoefenen.

## Presidenten
- Tun Abdul Razak (1957 - 1976)
- Sultan Azlan Shah (2002 - 2004)
- Raja Nazrin Shah (2004 - 2006)
- Admiral Tan Sri Dato' Seri Mohammad Anwar Mohammad Nor (2006 - 2008)
- Tengku Abdullah Sultan Ahmad Shah (2008 - heden)